# اوبرهولتس‌کلاو
اوبرهولتس‌کلاو (به آلمانی: Oberholzklau) یک منطقهٔ مسکونی در آلمان است که در فرویدن‌برگ (زیگرلند) واقع شده‌است. اوبرهولتس‌کلاو ۱٫۶ کیلومتر مربع مساحت دارد و ۳۵۹ متر بالاتر از سطح دریا واقع شده‌است.